# Vitral
Vitral is een sociaal-cultureel katholiek tijdschrift in Cuba sinds 1994.
Het tijdschrift wordt uitgegeven vanuit de provincie Pinar del Río en kent een oplage van 10.000 exemplaren. In april 2007 kondigde het tijdschrift aan ermee te stoppen vanwege financiële problemen. Anno 2012 is de website echter nog steeds in bedrijf.
Vitral is Spaans voor gebrandschilderd glas dat de Spanjaarden in Cuba introduceerden en wijd verspreid is in het land. De naam werd gekozen als symbool voor de behoefte aan transparantie en pluralisme van ideeën. Het tijdschrift heeft de intentie een raam te zijn in Cuba naar de buitenwereld. Vitral redigeert artikelen zonder tussenkomst van de overheid en brengt naast sociaal-culturele en religieuze artikelen ook artikelen met kritiek op de regering.
In 1999 werd het tijdschrift samen met Al Jazeera en Mohamed Fellag bekroond met de Grote Grote Prins Claus Prijs.